# Стретович Іван Олексійович
Іван Олексійович Стретович (нар. 6 жовтня 1996, Новосибірськ, Новосибірська область, Росія) — російський гімнаст, срібний призер Олімпійських ігор 2016 року.

## Виступи на Олімпіадах
| Олімпіада | Дисципліна        | Місце |
| --------- | ----------------- | ----- |
| Ріо 2016  | командна першість | 2     |